# Elisa Martínez Contreras
Elisa Martínez Contreras (Buenos Aires, 1910-Bariloche, 15 de abril de 1985) fue una educadora argentina que fue la primera esposa de Juan José Arévalo, y primera dama de Guatemala durante la presidencia de éste durante 1945 y 1951. De profesión maestra de enseñanza primaria, destacó por su labor social an apoyo de la infancia, y fundó en Guatemala los primeros comedores y hogares infantiles para niños desamparados.

## Biografía
Nació en 1910, en Buenos Aires. Contrajo matrimonio con Arévalo en 1929. 
Martínez regresó con Arévalo a Guatemala, en 1944. Luego de ganar en las urnas, Arévalo se convirtió en Presidente de Guatemala, y ella asumió el cargo informal de primera dama. Se dedicó en la fundación de obras sociales en apoyo a la infancia, y fundó los primeros comedores, hogares, centros de arte y guarderías en Guatemala. Elisa Martínez comenzó a hacerse cargo de guarderías y escuelas. Según relata, su precedesora y sucesora del cargo, María Cristina Vilanova, afirma que Martínez Contreras, el 15 de marzo de 1951, durante la toma de posesión de Árbenz, le pidió que se encargara muy bien de sus obras. Ese mismo día, Árbenz hizo un reconocimiento hacia su persona en su discurso inaugural de la presidencia. Se le instruyó la Orden del Quetzal en grado de Gran Cruz.
Murió el 15 de abril de 1985.[cita requerida]